# POKKA吉田
POKKA吉田（ポッカよしだ、1971年8月5日 - ）は、日本の著述家・編集者である。本名・岡崎 徹（おかざき とおる）。
大阪府出身、神戸大学経済学部中退。
パチンコ業界誌記者を経て、2004年よりフリーランスとして活動。パチンコ業界寄りの立場からパチンコに関する著作を数多く出版しており、いわゆるパチンコライターとは一線を画する。2016年2月、かつて所属していたパチンコ業界誌『シークエンス』編集長の逝去に伴い、2代目編集長に就任。

## 著書
- パチンコがなくなる日（2011年、主婦の友社）
- 石原慎太郎はなぜパチンコ業界を嫌うのか（2011年、主婦の友社）
- パチンコ業界タブーな人々（2011年、宝島社）
- パチンコのすべて－サルでもわかるココだけの話（共著・大崎一万発 2012年、主婦の友社）
- パチンコオカルト信者につけるクスリ（2013年、扶桑社）
- パチンコが本当になくなる日（2016年、扶桑社）

## テレビ出演
- パチンコ滅亡論（パチ・スロ サイトセブンTV）

過去の出演
- パチンコ研究所（熊本放送）
- パチってる場合ですよ!（パチンコ★パチスロTV!）